# Srabanti Chowdhury
Pour les articles homonymes, voir Chowdhury.
Srabanti Chowdhury est une ingénieure électricienne indo-américaine qui est professeure agrégée de génie électrique à l'université Stanford. Elle est chercheuse principale à l'Institut Précourt pour l'énergie (en). À Stanford, elle travaille sur les semi-conducteurs ultra-larges et à large bande interdite et sur l'ingénierie des appareils électroniques économes en énergie. Elle est directrice des collaborations scientifiques au Centre ULTRA de recherche sur les frontières énergétiques du Département de l'Énergie des États-Unis.

## Formation
Chowdhury obtient son baccalauréat en radiophysique et électronique à l'Institut de radiophysique et d'électronique de l'université de Calcutta. Après avoir obtenu son diplôme de premier cycle, elle travaille dans le secteur des entreprises à Bangalore. Elle décide finalement de poursuivre des études de doctorat et déménage aux États-Unis. Elle est étudiante diplômée à l'université de Californie à Santa Barbara, où elle travaille aux côtés d'Umesh Mishra (en),. Au cours de ses recherches doctorales, elle développe des dispositifs verticaux au nitrure de gallium (GaN) pour la conversion de puissance. Elle est la première à réaliser un transistor électronique vertical à ouverture de courant, un dispositif de commutation de puissance verticale haute tension basé sur GaN. Ces dispositifs GaN monocristallins ont atteint un champ électrique de claquage record. Après avoir obtenu son doctorat, elle rejoint Transphorm, une entreprise qui cherche à commercialiser des dispositifs GaN. 

## Recherche et carrière
Chowdhury dirige le WBG Lab à l'université Stanford. Chowdhury consacre ses premières recherches à la création de transistors à très faibles pertes pour les applications de conversion de puissance. S'appuyant sur ses recherches doctorales, elle identifie et optimise les processus de fabrication pour créer des dispositifs verticaux GaN. Sa fabrication utilise les caractéristiques de polarisation intéressantes du GaN. La polarisation inversée de l'hétérostructure nitrure d'aluminium et de gallium /GaN bloque le courant, tout en permettant un flux de courant très élevé vers des régions spécifiques. Son travail laisse espérer des appareils électroniques à haute densité de puissance et à haut rendement. Aux côtés du GaN, Chowdhury étudie le diamant pour l'électronique passive. 
Chowdhury est directrice des collaborations scientifiques au Centre de recherche sur les frontières énergétiques du Département de l'énergie des États-Unis ULTRA (Ultra Materials for a Resilient, Smart Electricity Grid). 

## Récompenses et honneurs
Chowdhury reçoit le Prix DARPA pour jeunes professeurs ainsi que le  Prix CAREER de la National Science Foundation (en).
Elle est lauréate du Programme des jeunes chercheurs AFOSR  et du Prix du jeune scientifique du Symposium international sur les semi-conducteurs composés.
Elle bénéficie d'une Bourse de recherche Sloan et fait partie du programme Frontiers of Engineering de l'Académie nationale d'ingénierie des États-Unis.

## Publications (sélection)
- (en) Tsao, Chowdhury, Hollis et Jena, « Ultrawide‐Bandgap Semiconductors: Research Opportunities and Challenges », Advanced Electronic Materials, vol. 4, no 1,‎ 2018, p. 1600501 (ISSN 2199-160X, DOI 10.1002/aelm.201600501, S2CID 38628999)
- Chowdhury et Mishra, « Lateral and Vertical Transistors Using the AlGaN/GaN Heterostructure », IEEE Transactions on Electron Devices, vol. 60, no 10,‎ 2013, p. 3060–3066 (ISSN 0018-9383, DOI 10.1109/ted.2013.2277893, Bibcode 2013ITED...60.3060C, S2CID 24307058, lire en ligne)
- Chowdhury, Swenson et Mishra, « Enhancement and Depletion Mode AlGaN/GaN CAVET With Mg-Ion-Implanted GaN as Current Blocking Layer », IEEE Electron Device Letters, vol. 29, no 6,‎ 2008, p. 543–545 (ISSN 0741-3106, DOI 10.1109/led.2008.922982, Bibcode 2008IEDL...29..543C, S2CID 20040366, lire en ligne)